# Hiremalali, Channagiri
Hiremalali là một làng thuộc tehsil Channagiri, huyện Davanagere, bang Karnataka, Ấn Độ.